# Repentance Tower

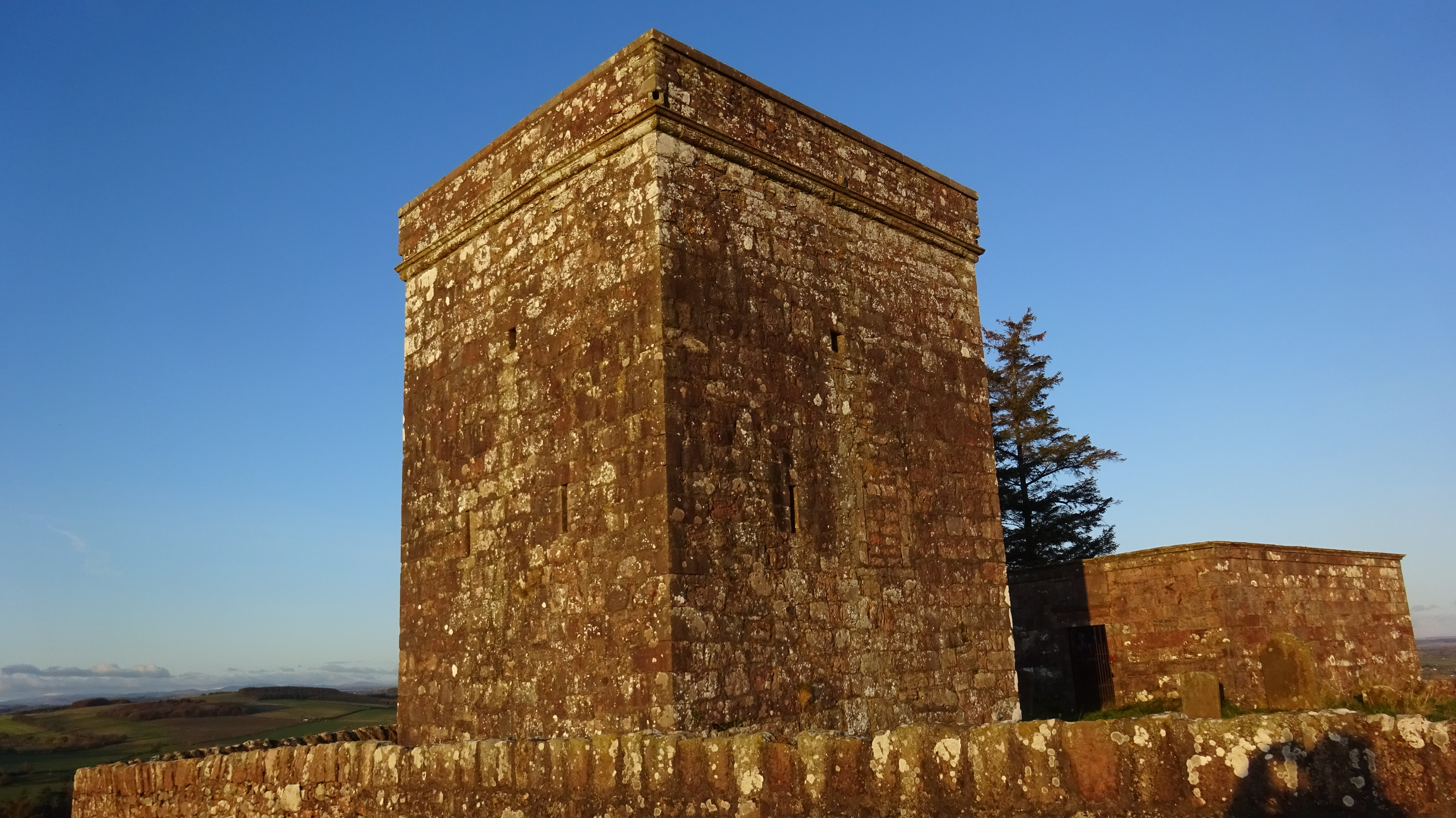
Repentance Tower

Repentance Tower ist ein Tower House nahe der schottischen Ortschaft Brydekirk in der Council Area Dumfries and Galloway. 1971 wurde das Bauwerk in die schottischen Denkmallisten in der höchsten Denkmalkategorie A aufgenommen. Diese Einstufung wurde jedoch 2018 aufgehoben. Weiterhin ist der Turm als Scheduled Monument klassifiziert.

## Beschreibung
John Maxwell, 6. Lord Herries of Terregles von Hoddom Castle ließ den Turm in den 1560er Jahren auf einer Anhöhe rund 700 m südlich der Burg errichten. Er diente wahrscheinlich sowohl als Wachturm als auch als Folly und ist damit kein Wehrturm im eigentlichen Sinne. Vermutlich war Repentance Tower zu keinem Zeitpunkt dauerhaft bewohnt.
Das Mauerwerk des länglichen Gebäudes besteht aus grob zu Quadern behauenem Sandstein, der zu einem unregelmäßigen Schichtenmauerwerk verbaut wurde. Details sind mit Naturstein abgesetzt. Repentance Tower weist eine Grundfläche von 7 m × 8 m auf. Das Eingangsportal an der Nordseite ist über eine Vortreppe zugänglich. Die schmucklosen Fassaden mit asymmetrisch angeordneten kleinen Fenstern und Schießscharten schließen mit einer auskragenden, ebenfalls schmucklosen Brüstung. Diese verbirgt Teile des steingedeckten Pyramidendaches des aufsitzenden Hauses. Das Mauerwerk des zentralen Kamins ist rustiziert.